# Đinh lăng lá tròn
Polyscias balfouriana là một loài thực vật có hoa trong Họ Cuồng cuồng. Loài này được (André) L.H.Bailey miêu tả khoa học đầu tiên năm 1916.